# Liste antiker Ortsnamen und geographischer Bezeichnungen/Cl
| Lateinischer Name               | Griechischer Name                | Beschreibung                                                                                | Heute                                                                                      | Quellen und Verweise   | Lage |
| ------------------------------- | -------------------------------- | ------------------------------------------------------------------------------------------- | ------------------------------------------------------------------------------------------ | ---------------------- | ---- |
| Cladeus                         |                                  |                                                                                             |                                                                                            | Smith;                 |      |
| Clampetia                       |                                  |                                                                                             |                                                                                            | Smith;                 |      |
| Clanis                          | Κλάνις (Klanis), Γλάνις (Glanis) | Fluss in Etrurien                                                                           | Chiana in der Toskana                                                                      | Smith;                 |      |
| Clanius                         |                                  |                                                                                             |                                                                                            | Smith;                 |      |
| Clanoventa                      |                                  |                                                                                             |                                                                                            | Smith;                 |      |
| Clanudda                        |                                  |                                                                                             |                                                                                            | Smith;                 |      |
| Clanum                          |                                  |                                                                                             |                                                                                            | Smith;                 |      |
| Clarius                         | Κλάριος (Klarios)                | Fluss auf Zypern, der bei Aipeia in das Mittelmeer mündet                                   | der bei Yedidalga mündende Fluss, sofern das Aipeia Plutarchs dem antiken Soloi entspricht | Smith;                 |      |
| Clarus                          | Κλάρος (Klaros)                  | ionischer Orakelort des Apollon                                                             | etwa 16 km westlich von Selçuk in der Türkei                                               | PECS; Smith;           |      |
| Classis                         |                                  | römischer Flottenhafen bei Ravenna                                                          | Classe bei Ravenna an der Adriaküste                                                       | Pleiades;              |      |
| Clastidium                      | Κλαστίδιον (Klastidion)          | Stadt in Gallia cisalpina                                                                   | Casteggio in Norditalien                                                                   | Smith;                 |      |
| Claternae, Claterna             | Κλάτερνα (Klaterna)              | Stadt in Gallia cispadana                                                                   | Ozzano dell’Emilia in der Provinz Bologna in Italien                                       | PECS; Pleiades; Smith; |      |
| Clauda                          |                                  |                                                                                             |                                                                                            | Smith;                 |      |
| Claudia                         |                                  | Stadt im Norikum                                                                            |                                                                                            | Plin. 3.27; Smith;     |      |
| Claudiopolis                    | Κλαυδιόπολις (Klaudiopolis)      | Stadt in Bithynien                                                                          | Bolu in der Türkei                                                                         | Smith (3);             |      |
| Claudiopolis                    | Κλαυδιόπολις (Klaudiopolis)      | Stadt in Kilikien                                                                           | Mut in der Türkei                                                                          | PECS; Smith (1);       |      |
| Claudius Mons                   |                                  |                                                                                             |                                                                                            | Smith;                 |      |
| Claudivium                      |                                  |                                                                                             |                                                                                            | Smith;                 |      |
| Clausala                        |                                  | Fluss in Illyrien                                                                           | Kiri in Albanien                                                                           | Smith;                 |      |
| Clausentum                      |                                  | römische Hafenstadt in Britannien                                                           | möglicherweise Bitterne, ein Vorort von Southampton                                        | PECS; RE; Smith;       |      |
| Clautinatii                     |                                  |                                                                                             |                                                                                            | RE; Smith;             |      |
| Clavenna                        |                                  |                                                                                             |                                                                                            | RE; Smith;             |      |
| Clazomenae                      | Κλαζομεναί (Klazomenai)          | Stadt in Ionien                                                                             | nahe Urla in der türkischen Provinz Izmir                                                  | Smith;                 |      |
| Cleandria                       |                                  |                                                                                             |                                                                                            | Smith;                 |      |
| Cleides                         |                                  |                                                                                             |                                                                                            | Smith;                 |      |
| Cleitor                         |                                  |                                                                                             |                                                                                            | Smith;                 |      |
| Cleonae                         |                                  |                                                                                             |                                                                                            | Smith;                 |      |
| Cleopatris                      |                                  | Stadt in Ägypten am Ausgang des Bubastis-Kanals, anderer Name Arsinoe                       |                                                                                            | Smith;                 |      |
| Clepsydra Fons                  |                                  |                                                                                             |                                                                                            | Smith;                 |      |
| Clevum                          |                                  |                                                                                             |                                                                                            | Smith;                 |      |
| Climax                          | Κλίμαξ (Klimax)                  | allgemein ein Bergpass oder eine Passstrecke entlang des Steilabfalls eines Berges ins Meer |                                                                                            | Smith;                 |      |
| Climax Mons                     |                                  | Berg an der Mittelmeerküste                                                                 | im Libanon, nördlich von Beirut, oberhalb des Hafenstädtchens Tabarja                      | Smith;                 |      |
| Climberris                      |                                  |                                                                                             |                                                                                            | Smith;                 |      |
| Clitae                          | Κλειταί (Kleitai)                | Ort in Bithynien                                                                            |                                                                                            | Ptol. 5.1; Smith;      |      |
| Clitae                          |                                  | Bergvolk in der Cilikia Tracheia                                                            | Siedlungsgebiet in der Türkei                                                              | Smith;                 |      |
| Cliternia                       | Κλείτερνον (Kleiternon)          | Ort im Gebiet der Aequer                                                                    | vermutlich 1 km östlich von Staffoli in der Gemeinde Santa Croce sull’Arno, Toskana        | RE; Smith (1);         |      |
| Cliternia                       |                                  | Stadt in Apulia                                                                             | bei Campomarino in der Provinz Campobasso in Italien                                       | RE; Smith (2);         |      |
| Clitor                          |                                  |                                                                                             |                                                                                            | Smith;                 |      |
| Clitumnus                       |                                  | Fluss in Umbrien                                                                            | Clitunno in Italien                                                                        | PECS; RE; Smith;       |      |
| Clodiana                        |                                  |                                                                                             |                                                                                            | Smith;                 |      |
| Clodianus                       |                                  |                                                                                             |                                                                                            | Smith;                 |      |
| Clota                           |                                  |                                                                                             |                                                                                            | Smith;                 |      |
| Cluana                          |                                  | Stadt im Picenum                                                                            |                                                                                            | PECS; Pleiades; Smith; |      |
| Cludrus                         |                                  |                                                                                             |                                                                                            | Smith;                 |      |
| Clunia, Colonia Clunia Sulpicia |                                  | Stadt in Hispania Tarraconensis                                                             | Peñalba de Castro in der Gemeinde Huerta de Rey in Spanien                                 | PECS; Smith;           |      |
| Clunia                          |                                  | römische Siedlung in Rätien                                                                 | bei Feldkirch in Vorarlberg, Österreich                                                    | Pleiades;              |      |
| Clupea                          |                                  | siehe Aspis                                                                                 |                                                                                            |                        |      |
| Clusium                         | Κλούσιον (Klousion)              | Stadt in Etrurien                                                                           | Chiusi in der Toskana                                                                      | PECS; Smith;           |      |
| Clusius, Clesus, Cleusis        | Κλούσιος (Klousios)              | Fluss in Gallia transpadana                                                                 | Chiese in Norditalien                                                                      | Smith;                 |      |
| Cluviae                         |                                  | Stadt der Samniten                                                                          | Casoli in der Provinz Chieti in den Abruzzen                                               | PECS; Pleiades;        |      |
| Clydae                          |                                  |                                                                                             |                                                                                            | Smith;                 |      |
| Clypea                          |                                  | siehe Aspis                                                                                 |                                                                                            |                        |      |
| Clysma                          | Κλῦσμα (Klysma)                  | Golf am nordwestlichen Ende des Roten Meeres                                                | Golf von Sues                                                                              | Smith;                 |      |